# Markku Uusipaavalniemi
Markku Juhani Uusipaavalniemi, přezdívaný Uusis a M-15 (* 23. listopadu 1966, Karkkila, Finsko) je finským reprezentantem v curlingu. Jeho tým mj. získal zlato na evropském šampionátu v roce 2000.
Od roku 2006 je také aktivní v politice.